# Outstanding Structure Award
De Outstanding Structure Award is een prijs die toegekend wordt door de International Association for Bridge and Structural Engineering aan de ingenieur, architect, aannemer en de eigenaar van een structuur die aanzien wordt als de "meest opmerkelijke, innovatieve, creatieve of aan de andere kant stimulerende structuur, voltooid in de laatste jaren".
De prijs bestaat uit een gedenkplaat die kan worden bevestigd aan de winnende structuur. Sinds 2000 worden jaarlijks een of meer structuren bekroond.

## Ontvangers
| Jaar | Ontvangers                                            | Afbeelding |
| ---- | ----------------------------------------------------- | ---------- |
| 2013 | London Velopark, Londen                               |            |
| 2012 | Estadio Ciudad de La Plata, La Plata                  |            |
| 2011 | Burj Khalifa Tower, Dubai                             |            |
| 2010 | National Aquatics Centre, Peking                      |            |
| 2009 | Igreja da Santíssima Trindade, Fátima                 |            |
|      | Drielandenbrug, Weil am Rhein en Huningue             |            |
| 2008 | Operagebouw van Kopenhagen, Kopenhagen                |            |
|      | Lupubrug, Shanghai                                    |            |
| 2007 | Nieuwe dak van de Commerzbank-Arena, Frankfurt        |            |
| 2006 | Zentraler Omnibusbahnhof, Hamburg                     |            |
|      | Rio-Antirriobrug, Patras                              |            |
|      | Viaduct van Millau, Millau                            |            |
| 2005 | Gateshead Millennium Bridge, Gateshead                |            |
| 2004 | Milwaukee Art Museum, Milwaukee                       |            |
|      | Uitbreiding Luchthaven van Madeira, Madeira           |            |
| 2003 | Bibliotheca Alexandrina, Alexandrië                   |            |
|      | Pont du Bras de la Plaine, Entre-Deux                 |            |
| 2002 | Mihomuseum, Kioto                                     |            |
|      | Stade de France, Parijs                               |            |
|      | Sontbrug, Kopenhagen en Malmö                         |            |
| 2001 | Guggenheim Museum, Bilbao                             |            |
|      | Sunnibergbrug, Klosters-Serneus                       |            |
| 2000 | Glazen hal van de Leipziger Messe, Leipzig            |            |
|      | Keyence Corporation Head Office and Laboratory, Osaka |            |